# Jump Comics
Jump Comics (ジャンプ・コミックス Janpu?), a veces estilizado como JUMP COMICS y también conocido como Jump (ジャンプ Janpu?), es un sello editorial de manga creado por Shūeisha. Comenzó con la revista de manga Shōnen Jump en 1968, más tarde rebautizada como Shūkan Shōnen Jump. Las revistas Jump están destinadas principalmente para el público masculino adolescente, aunque la revista Shūkan Shōnen Jump también ha sido popular entre el grupo demográfico femenino. Junto con la línea de revistas de manga, Shōnen Jump también incluye una franquicia de medios cruzados, donde ha habido varios juegos de anime y videojuegos cruzados con el tema de Shōnen Jump (desde Famicom Jump) que reúne a varios personajes de manga de Shōnen Jump.

## Historia
En 1949, Shūeisha se metió en el negocio de hacer revistas manga, siendo la primera Omoshiro Book. En 1951, Shūeisha creó una versión femenina de esa antología titulada Shōjo Book. Shōjo Book llevó a la publicación de la exitosa revista de manga Shōjo: Ribon. Omoshiro Book se agotó y Shūeisha decidió hacer otra versión masculina de su exitoso Shōjo Book para igualarlo e hizo la revista Shōnen Book. En medio de la publicación de Shōnen Book, Shōnen Jump comenzó su publicación (en ese momento era una revista bisemanal y no tenía "Shūkan" en su nombre). Shōnen Book terminó cuando Shōnen Jump se convirtió en una revista semanal cambiando correctamente su nombre a Shūkan Shōnen Jump. En 1969, un número especial llamado Bessatsu Shōnen Jump ocupó el lugar de Shōnen Book. Además del éxito de Shūkan Shōnen Jump, Shūeisha creó una versión Seinen de la revista en 1979, llamada Young Jump (ahora Shūkan Young Jump). Bessatsu Shōnen Jump, más tarde pasó a llamarse Gekkan Shōnen Jump y se convirtió en una revista propia. En 1985, Shūeisha inició la publicación de dos revistas manga relacionadas con los negocios; una revista Jump de asalariados llamada Business Jump y una revista manga de oficinistas llamada Office You, también en 1988 comenzaron la publicación de Super Jump. Muchas otras revistas Jump relacionadas con el Seinen comenzaron como ediciones derivadas de la revista Shūkan Young Jump. En 1993, Shūeisha anunció y lanzó la revista de videojuegos/ manga V Jump junto con la línea de novelas ligeras Jump Jump j-Books. En 2003, VIZ Media de Shōgakukan lanzó una versión en inglés de Shūkan Shōnen Jump llamada Shonen Jump. Gekkan Shōnen Jump se descontinuó en 2007 y fue reemplazado por la revista Jump SQ., y se movieron cuatro series de la revista. Además de la antología Jump SQ., se creó una edición derivada, llamada Jump SQ. II (segundo). Saikyō Jump se inició el 3 de diciembre de 2010, con estrechos vínculos con Shūkan Shōnen Jump y V Jump.
En agosto de 2020, Shūkan Shonen Jump tuvo que detener el manga Act-Age después del arresto de su escritor Tatsuya Matsuki por comportamiento indecente hacia niñas de secundaria.

## Revistas Jump
- Consulte Shōnen y Seinen para obtener detalles sobre la clasificación.

### Shōnen
| Título de la revista | Sub-revistas | Fecha                            | Tiempo de publicación |
| -------------------- | --- | -------------------------------- | --------------------- |
| Shōnen Jump          | Bessatsu Shōnen Jump | 2 de julio de 1968 – 1969        | Bisemanal             |
| Shūkan Shōnen Jump   | - Akamaru Jump - Ani Kichi Special - Aomaru Jump - Bessatsu Shōnen Jump - e-Jump - Go!Go! Jump - Jump Heroes - Jump Maruchi Wārudo - Jump the Revolution! - Gekkan Shōnen Jump - Saikyō Jump - Shōnen Jump Gag Special - Jump Giga - Shōnen Jump Next! - Super Jump - V Jump - Shūkan Shōnen Jump 35 Shūnen Kinen Jump Kuronikuru - Shūkan Shōnen Jump Sōkan 30 Shūnen Kinen Gengashū - Yomu Jump | Octubre de 1969 – actualidad     | Semanalmente          |
| Gekkan Shōnen Jump   | - Hobby's Jump - Go!Go! Jump | Febrero de 1970 – junio de 2007  | Mensual               |
| V Jump               | Saikyō Jump | 1993 – actualidad                | Mensual               |
| Jump Square          | - Jump SQ.II (Second) - Jump SQ.19 - Jump SQ.Crown - Jump SQ.Lab - Jump SQ.Rise | Diciembre de 2007 – actualidad   | Mensual               |
| Saikyō Jump          | Inexistente | 3 de diciembre de 2010 – actual  | Bimensual             |
| Shōnen Jump GIGA     | Inexistente | 20 de julio de 2016 – actualidad | Irregularmente        |

### Seinen
| Título de la revista | Sub-revistas | Fecha                                 | Tiempo de publicación |
| -------------------- | --- | ------------------------------------- | --------------------- |
| Shūkan Young Jump    | Shūkan Young Jump Tokubetsu Zōkan Mankaku Rookies Zōkan Mankaku Bears Club Young Jump Chō Zōkan: Ultra Jump Miracle Jump | Mayo de 1979 - actualidad             | Semanalmente          |
| Business Jump        | BJ Kon | Julio de 1985 - noviembre de 2011     | Mensual               |
| Hyper Jump           | Inexistente |                                       |                       |
| Super Jump           | Oh Super Jump | Diciembre de 1986 - noviembre de 2011 | Semi mensual          |
| Manga Allman         | Inexistente | Octubre de 1995 - febrero de 2002     | Bisemanal             |
| Ultra Jump           | Ultra Jump Zōkan | 1999 - actual                         | Mensual               |
| Gekkan Young Jump    | Inexistente | Mayo de 2008 - actualidad             | Mensual               |
| Quick Jump           | Inexistente |                                       |                       |

### Internacional
- Shonen Jump (Viz Media 2002 – 2012)
- Weekly Shonen Jump (Viz Media 2012 – 2018)
- Banzai!
- Formoza Youth

## Imprentas
Cuando los capítulos de una serie de manga originalmente serializados en una revista Jump se recopilan y publican en formato tankōbon, se les da impresiones en diferentes sellos editoriales dependiendo de su revista original o tipo de tankōbon.

### Jump Comics
Jump Comics (ジャンプコミックス Janpu Komikkusu?), abreviado como JC, es la impresión más común utilizada para las ediciones tankōbon de series de manga serializadas en Shūkan Shōnen Jump y otras revistas Jump. La línea Jump Comics está publicada en inglés por Viz Media con los nombres Shonen Jump y Shonen Jump Advanced. Shōnen Jump Advanced fue creado para la distribución de series de manga consideradas más maduras por contenido o temas. Las series lanzadas bajo SJA incluyen Eyeshield 21, Ichigo 100%, Pretty Face, I''s, Hunter × Hunter, Bobobo-bo Bo-bobo y Death Note.
Jump Comics+ es el sello tankōbon de las series de manga que se lanzaron originalmente solo en formato digital en la aplicación y el sitio web Shōnen Jump+. Jump Comics Deluxe (ジャンプコミックスデラックス Janpu Komikkusu Derakkusu?) es un sello de aizōban anteriormente dirigido por Shūkan Shōnen Jump. La antología de manga seinen Super Jump se ha apoderado de la línea y publica su manga bajo ella. Estos volúmenes de manga tienen papel caro y una nueva portada. La edición Jump Comics Deluxe de Rurouni Kenshin ha sido lanzada en inglés por Viz bajo el título Rurouni Kenshin VIZBIG Edition.
Jump Comics Digital es una impresión adicional que se agrega al manga de cualquier revista Jump cuando se publica digitalmente. Jump Comics SQ. es la impresión de las series de manga que se publica originalmente en la revista Jump Square. V Jump Comics (Vジャンプコミックス?) fue el sello del manga originalmente serializado en la revista V Jump, pero ahora usan el sello Jump Comics en su lugar. Young Jump Comics (ヤングジャンプ・コミックス?) es el sello de las series que se publicaron originalmente en las revistas de manga seinen Shūkan Young Jump, Business Jump y Ultra Jump.

### Jump J-Books
Jump J-Books (ジャンプ ジェイ ブックス Janpu Jei Bukkusu?), comúnmente conocido como J-Books, es una línea de novelas ligeras y guías de viaje de Shūkan Shōnen Jump. J-Books se ha ejecutado casi desde que apareció el manga Dr. Slump en los años 80, la línea sigue funcionando y se han adaptado muchas series para novelas. Jump J-Book ha sido publicado en inglés por Viz Media con el nombre de SJ Fiction.

### Shūeisha Comic Bunko
Shūeisha Comic Bunko (集英社文庫コミック Shūeisha Bunkō Komikku?) es un sello bunkoban dirigido por Shūkan Shōnen Jump. Las ediciones de Bunkoban etienen diferentes ilustraciones de portada y diferentes papeles más económicos.

### Shūeisha Jump Remix
Shūeisha Jump Remix (集英社ジャンプリミックス Shūeisha Janpu Rimikkusu?), abreviado como SJR, es una línea de números grandes del tamaño de la guía telefónica con encuadernación cuadrada de las primeras series de Jump Comics. A menudo incluyen características especiales como ilustraciones e información originales. Shueisha Jump Remix es una rama de Shueisha Remix; existen otros tipos de Shueisha REMIX como Shueisha Girl's Remix y Shueisha Home Remix.

## Ubicaciones y exposiciones relacionadas con Jump

### Jump Festa
Jump Festa (ジャンプフェスタ Janpu Fesuta?) es una exposición de manga y anime que Shūeisha realiza todos los años. Se centra en todas las revistas Jump del editor relacionadas con el shōnen: Shūkan Shōnen Jump, V Jump, Jump SQ., Saikyō Jump y anteriormente Gekkan Shōnen Jump. También la compañía de videojuegos Square Enix promueve sus juegos en Jump Festa, debido a sus estrechos vínculos con la revista V Jump.

## Videojuegos
La franquicia de Jump Media incluye los siguientes videojuegos, publicados por Bandai y Bandai Namco Entertainment :
- Famicom Jump: Hero Retsuden (1988)
- Famicom Jump II: Saikyō no Shichinin (1991)
- Battle Stadium D.O.N (2006)
- Jump Super Stars (2005)
- Jump Ultimate Stars (2006)
- J-Stars Victory VS (2014)
- Famicom Mini: 50th Anniversary Shōnen Jump Edition (2018)[14]
- Jump Force (2019)